# Stade de la Licorne
Das Stade de la Licorne (deutsch Einhornstadion; aufgrund eines Namenssponsorings seit 2018 offiziell Stade Crédit Agricole La Licorne) ist ein Fußballstadion in der französischen Stadt Amiens, Département Somme, in der Region Hauts-de-France. Der Name Licorne (deutsch Einhorn) bezieht sich auf die zwei Einhörner im großen Stadtwappen von Amiens. Diese finden sich auch im Vereinswappen des Fußballvereins SC Amiens wieder. Der SC Amiens trägt in der Spielstätte seine Heimspiele aus. Vorher spielten sie im Stade Moulonguet; in dem heute noch die zweite Mannschaft spielt.

## Geschichte
Die Arena wurde am 24. Juli 1999 mit dem Finale der Trophée des Champions zwischen dem FC Nantes und Girondins Bordeaux (1:0) eröffnet. Das Stadion sticht durch seine hoch aufragende und leicht nach innen geneigte Glasdach-Konstruktion hervor. Es bietet 12.097 Sitzplätze (darunter 41 behindertengerechte Plätze). Es wurde so konstruiert, dass es bei Bedarf auf 20.000 Plätze ausgebaut werden kann. Um das Stadion stehen 1.662 Parkplätze bereit. Der Rekordbesuch wurde im französischen Pokal-Halbfinale 2008 erzielt. Bei der Begegnung SC Amiens gegen Paris Saint-Germain waren 11.937 Zuschauer im Stadion anwesend. Während des Umbaus des Stade Bollaert-Delelis 2014 und 2015 für die Euro 2016 trug der RC Lens seine Heimspiele im Stadion in Amiens aus.
Am 30. September 2017 kam es beim Ligaspiel des SC Amiens gegen den OSC Lille zu einem Zwischenfall. Nachdem Lilles Abwehrspieler Fodé Touré das 1:0 für die Gäste erzielte, stürmten jubelnde Fans des OSC an das vordere Stahlgeländer des Gästeblocks. Daraufhin gab die Vorrichtung der Stehplatztribüne dem Druck der Zuschauer nach und sie stürzten rund eineinhalb Meter in die Tiefe. Wie die Präfektur des Département Somme mitteilte, verletzten sich dabei 29 Menschen, sechs von ihnen mussten im Krankenhaus behandelt werden. Die Partie wurde nach dem Unglück abgebrochen.

## Namenssponsoring
Im Juli 2018 wurde bekannt, dass die Bank Crédit Agricole Brie Picardie; die zur Crédit-Agricole-Gruppe gehört, ab der Saison 2018/19 Namenssponsor des Stadions wird. Die Anlage heißt seither offiziell Stade Crédit Agricole La Licorne. Die Crédit Agricole ist seit über 30 Jahre Partner des SC Amiens. Alain Gest, Präsident der Communauté d’agglomération Amiens Métropole, hatte für die Umbenennung vorausgesetzt, dass der Begriff Licorne (deutsch Einhorn) erhalten bleibt. Über die Länge oder den finanziellen Umfang der Vereinbarung machte der Club keine Angaben. Berichten zufolge sei die Laufzeit auf mindestens drei Jahre ausgelegt.